# دم‌فنری فوسکا
دم‌فنری فوسکا (نام علمی: Allacma fusca) نام یک گونه از رده دم‌فنری است. این گونه دم‌فنری در اروپا و جزایر بریتانیا یافت می‌شود.